# 숙녀지가
《숙녀지가》(淑女之家)는 2015년 방송되었던 중국의 드라마이다.

## 소개
- 30년대 상해, 천한 신분의 주인공이 자신의 기이한 출생과 부친의 죽음에 의문점이 있음을 알게 되면서 벌어지는 이야기

## 등장 인물
- 한쉐 - 주근 역
- 왕림 (Lilian Wong) - 방유지 역
- 유은우 (刘恩佑) - 간동평 역
- 엽동 (Cecilia Yip) - 심벽운 역
- 천시앙 (陈翔) - 한원량 역
- 마톈위 - 소지문 역
- 마오샤오퉁 - 증릉과 역
- 서백훼 (徐百慧) - 방기 역